# Alvorada do Gurguéia
Alvorada do Gurguéia è un comune del Brasile nello Stato del Piauí, parte della mesoregione del Sudoeste Piauiense e della microregione dell'Alto Médio Gurguéia.
È la futura capitale dello Stato in progetto del Gurgueia , d’accordo a proposte in tramitazione nel parlamento federale brasiliano https://www2.senado.leg.br/bdsf/bitstream/handle/id/84537/Livro_EstadodoGurgueia.pdf?sequence=2&isAllowed=y